# Rewe
Rewe (Eigenschreibweise auch: REWE; Ableitung von Revisionsverband der Westkauf-Genossenschaften, Firma: REWE Markt GmbH) mit Sitz in Köln, mit mehr als 3.800 Märkten gehört REWE zu den führenden Lebensmitteleinzelhandels Unternehmern in Deutschland. Rewe ist die Stammmarke der Rewe Group.

## Geschichte
Die Geschichte von Rewe geht zurück auf den Revisionsverband der Westkauf-Genossenschaften, der sich ab 1927 vor allem um den Einkauf von Waren für seine Mitglieder kümmerte. Diese waren genossenschaftlich organisierte, aber weitgehend selbstständige Kaufleute. Nach der Expansion in den 1930er Jahren und dem Zusammenbruch während des Zweiten Weltkriegs nahm das Unternehmen im August 1945 seinen Geschäftsbetrieb wieder auf. Durch Zukäufe kamen in den 1960er und 1970er Jahren immer neue Supermärkte und Marken unter das Dach von Rewe. Um die Zusammenarbeit der Tochtergesellschaften und Beteiligungen zu fördern, wurde 1972 die Organisationsstruktur reformiert.
In seiner heutigen Form existiert die Vertriebslinie Rewe seit 2006 nach der Umstellung von über 2500 deutschen Supermärkten auf die Dachmarke. So verschwanden die angestammten Marken HL, Deutscher-Supermarkt, Minimal, Otto Mess, Petz und Stüssgen vom Markt. Die Konzernobergesellschaften der Rewe-Gruppe, die Rewe-Zentral-AG bzw. die Rewe Zentralfinanz eG, treten seit 2006 unter dem Namen Rewe Group auf. Am 4. Mai 2009 flaggte Rewe rund 170 kleinflächige Standorte auf den Markttyp Rewe City um.
Im Jahr 2011 wurde der erste Rewe to go in der Hohe Straße in Köln eröffnet, ein Markttyp mit kleinerer Ladenfläche und Fokus auf verzehrfertige Speisen, mitunter auch als Shop-in-shop z. B. bei Tankstellen.
Ebenfalls im Jahr 2011 startete Rewe mit einem Testlauf in Frankfurt am Main einen Lieferservice, der schrittweise auf Standorte in ganz Deutschland ausgedehnt wurde.
2017 eröffnete der erste Rewe-Markt außerhalb Deutschlands in der Luxemburger Stadt Echternach.
Beginnend mit Juli 2021 testete Rewe als Pilotprojekt unter Beteiligung von Rewe Digital und dem Mobilfunkunternehmen Vodafone ein autonomes, in Schrittgeschwindigkeit fahrendes Verkaufskiosk-Fahrzeug auf dem Carlswerk-Gewerbecampus in Köln-Mülheim.
Der Lebensmitteleinzelhändler ist auch bei Großveranstaltungen präsent. Beispielsweise fungierte Rewe als offizieller Ernährungspartner der Special Olympics World Summer Games 2023 in Berlin.
Am 29. Dezember 2024 wurde Payback durch Rewe Bonus abgelöst.

## Markttypen
Rewe betreibt, je nach Größe, verschiedene Markttypen:
- REWE, Supermarkt mit einer Fläche von 500 bis 3500 m²
- REWE Center, Großfläche als Verbrauchermarkt oder SB-Warenhaus mit einer Fläche von 3500 bis mehr als 6000 m²
- REWE ihr Kaufpark, Supermarkt mit einer Fläche von 500 bis 3500 m², in Regie betriebener Supermarkt von der REWE Dortmund. Hauptsächlich in Teilen von Nordrhein-Westfalen mit rund 100 Filialen vertreten.
- REWE To Go, Convenience-Store mit einer Fläche von bis zu 300 m²
- REWE express, Convenience-Store in Esso-Tankstellen von ExxonMobil[25][26][27]
- nahkauf, Nahversorger, betrieben von selbstständigen Kaufleuten, mit einer Fläche von 400 bis 800 m²
- Weiterhin betrieb Rewe ab Mai 2009 kleinflächige Supermärkte mit einer Fläche von 500 bis 1000 m² unter dem Typ REWE City.[13] Ob es weiterhin Neueröffnung und Standortumstellung auf REWE City gibt, ist unklar. Bestehende REWE City-Märkte flaggen weiterhin unter dem Markttyp.

### Marktbeispiele

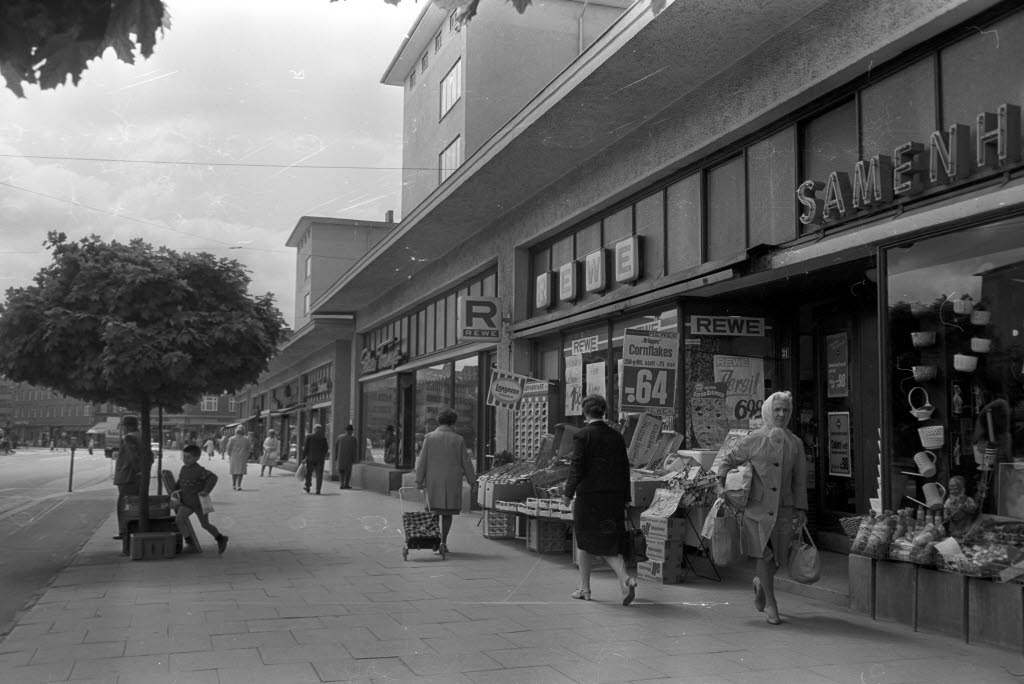
Ein Rewe-Markt in der Holtenauer Straße in Kiel, Juni 1969
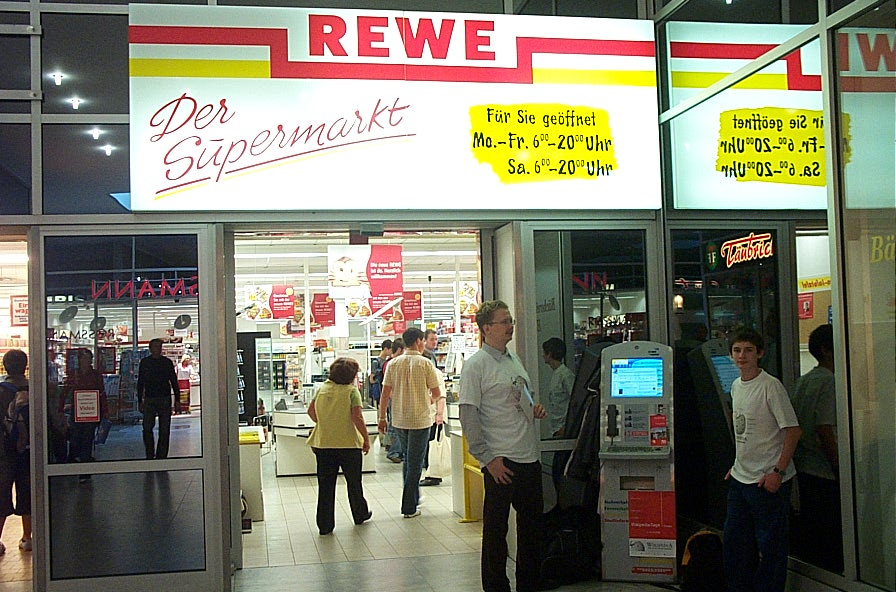
Außen alt, innen neu: Der inzwischen geschlossene Rewe-Markt im Friedrich-List-Platz 2, Dresden, im Oktober 2006. Während innen das Design auf die „neue REWE“ angepasst wurde, ist davor noch das alte „REWE-Korbband“-Logo angebracht.
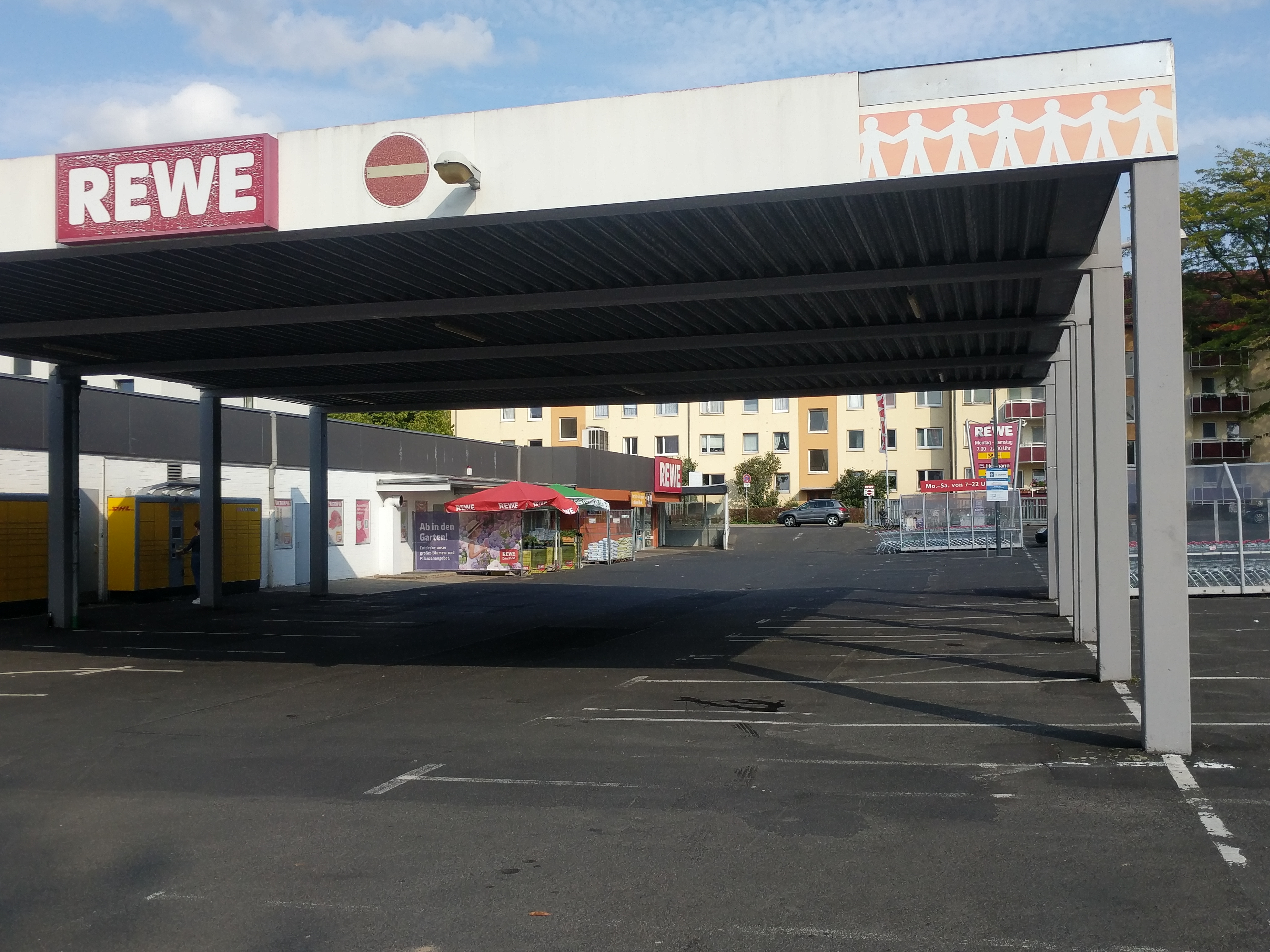
Reste eines Minimal-Logos bei einem Rewe-Markt in Göttingen (oben rechts im Bild), aufgenommen an einem Sonntag
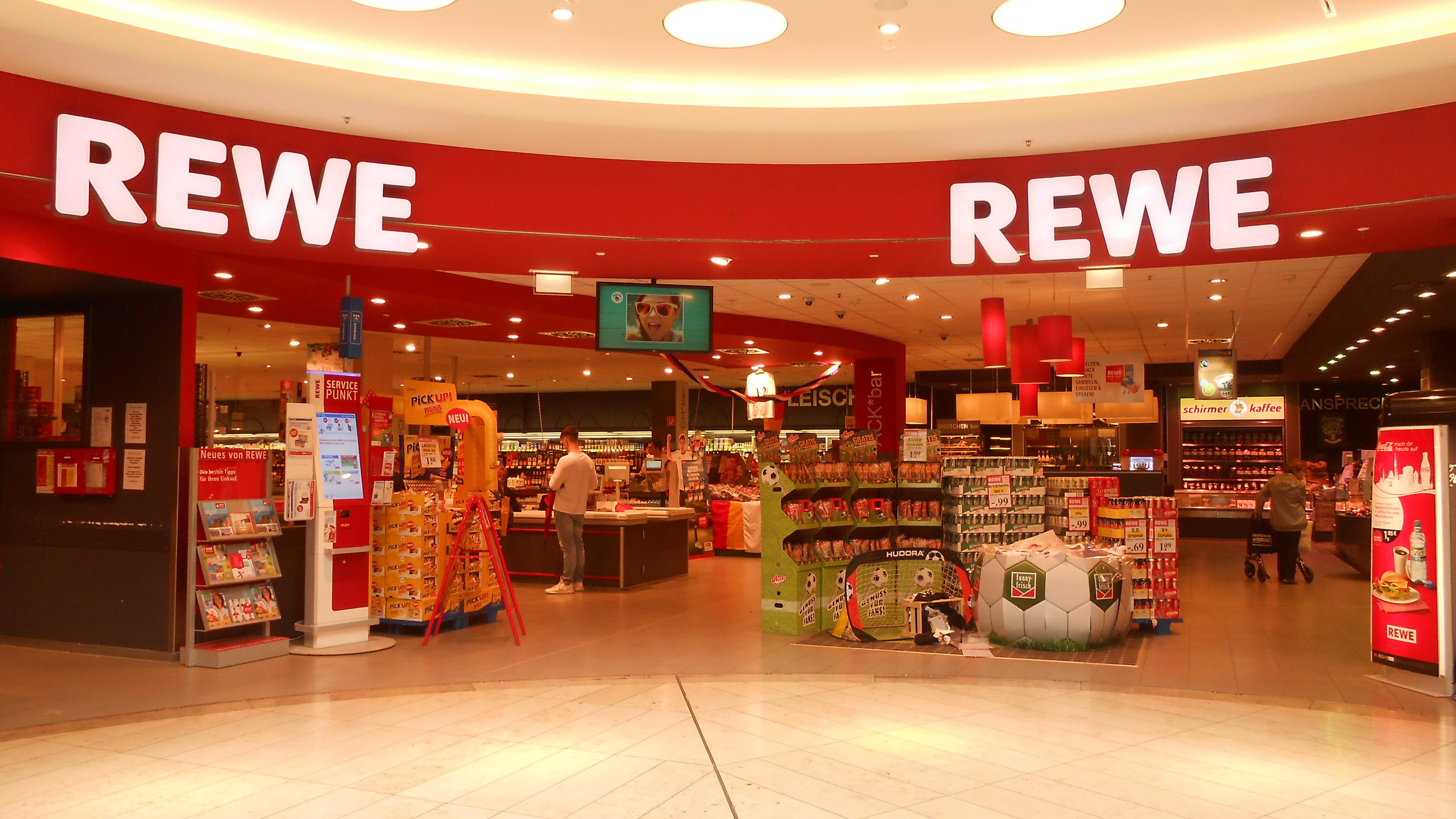
Inzwischen geschlossene Rewe-Filiale in der Thier-Galerie in Dortmund
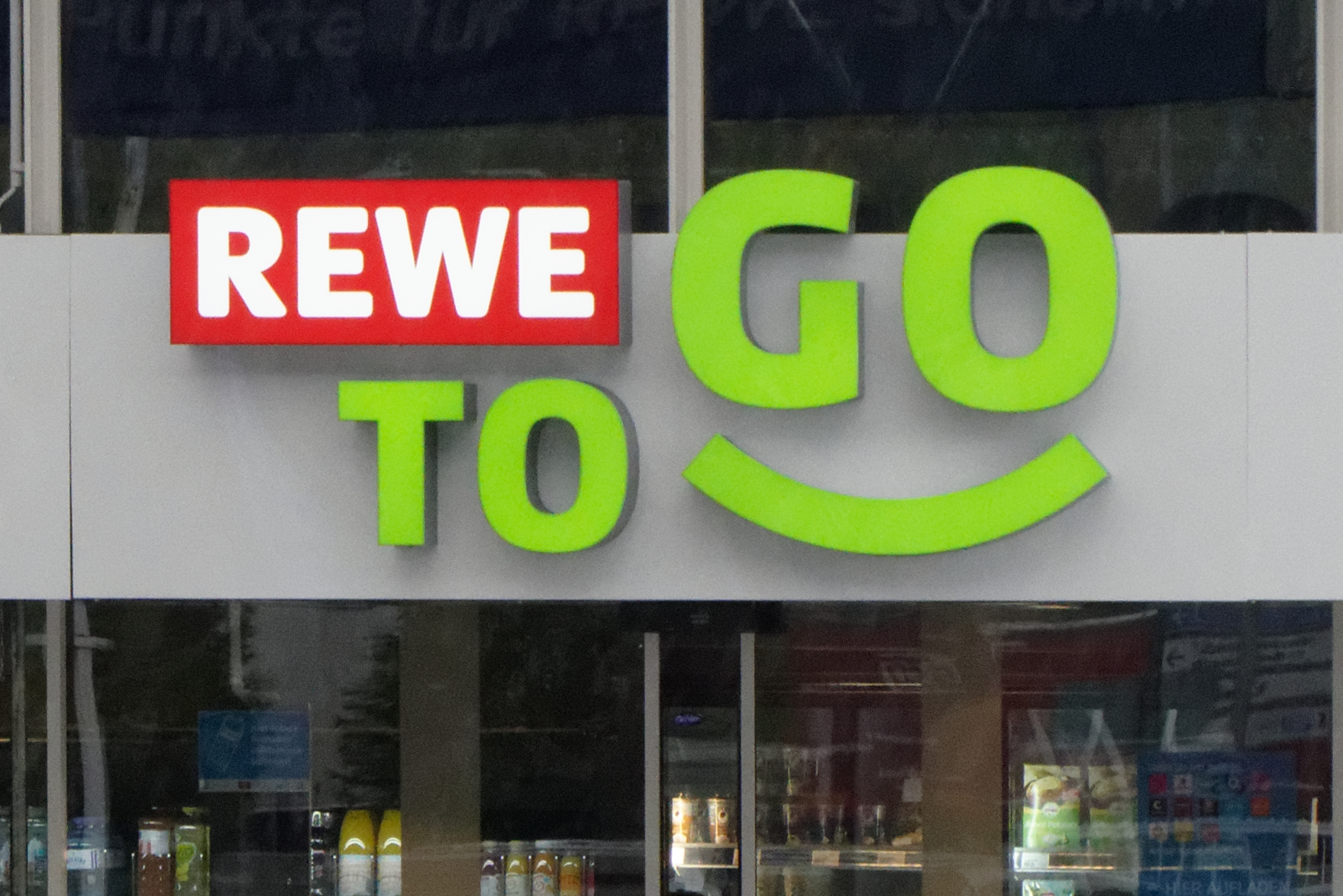
Rewe to go an einer Aral-Tankstelle
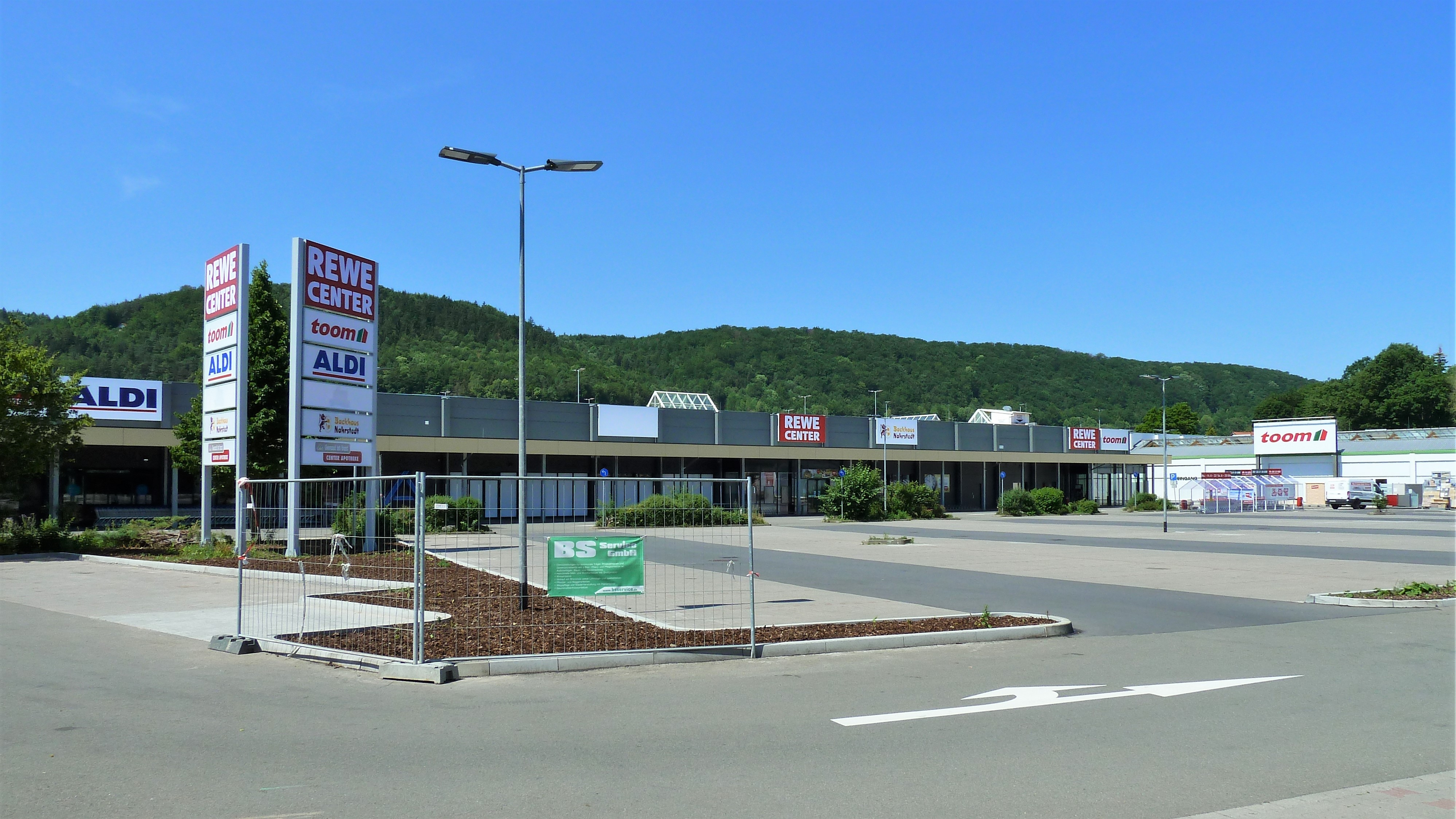
Parkplatz vor dem großflächigen Rewe Center im thüringischen Meiningen, im Juni 2019

## Struktur
Rewe ist die wichtigste Vertriebslinie der Rewe Group. Dachgesellschaft der Marke ist die REWE Markt GmbH, die 2009 ins Handelsregister des Amtsgerichts Köln eingetragen wurde. Die Geschäftsführung besteht aus Daniela Büchel, Christoph Eltze, Peter Maly und Telerik Schischmanow. Die Anteile an der Handelsgesellschaft werden von vier Genossenschaften geführt.

### Genossenschaften
- REWE Handels eG Hungen, mit Sitz in Hungen[30]
- REWE Nord-Ost eG, mit Sitz in Teltow[31]
- REWE Süd/Südwest eG, mit Sitz in Fellbach[32]
- REWE West eG, mit Sitz in Hürth[33]
- sowie die eigenständige REWE Dortmund[34]

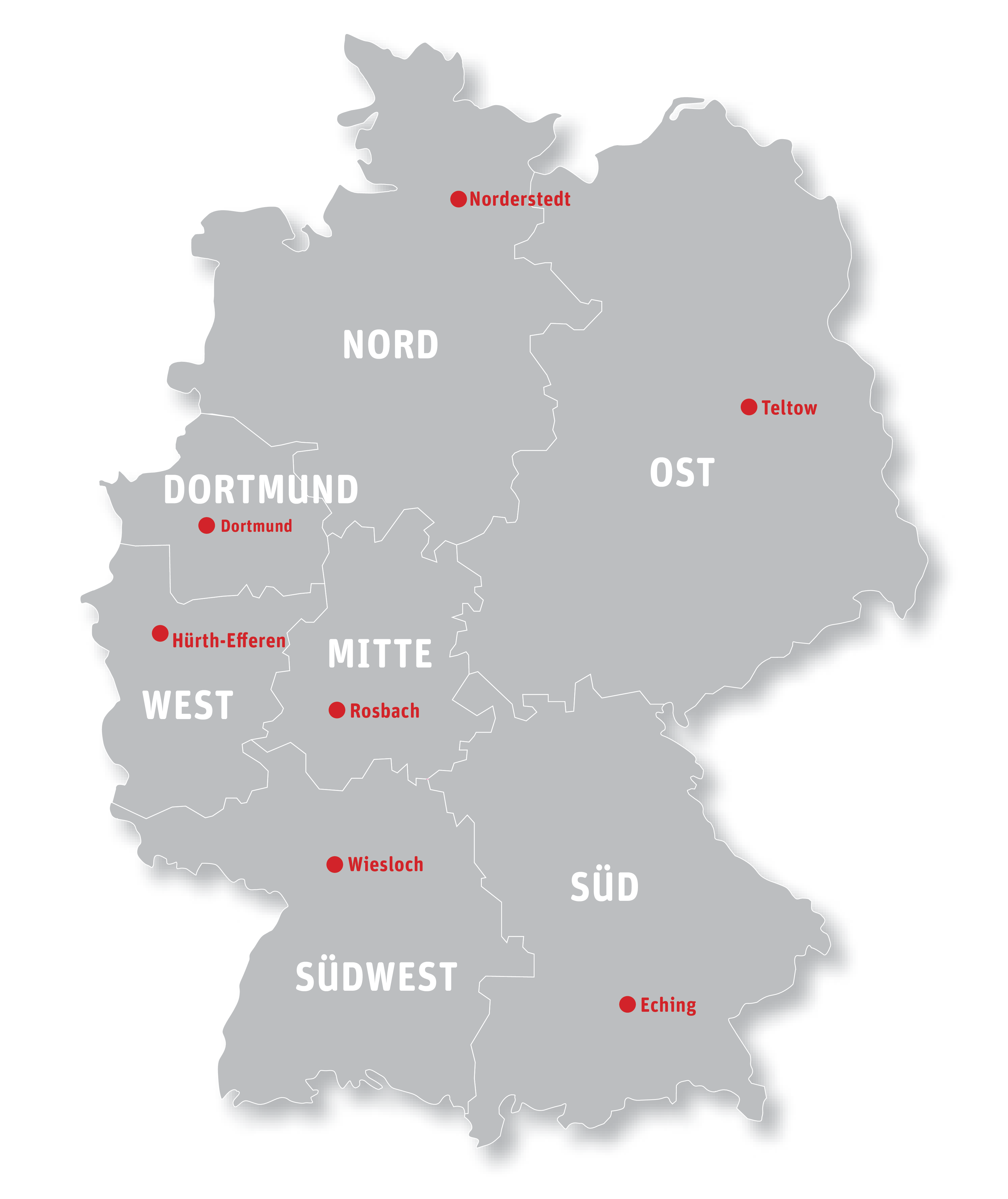
Karte der Absatzgebiete der Rewe-Zweigniederlassungen mit jeweiligem Sitz

### Zweigniederlassungen
Es bestehen sechs Zweigniederlassungen, die in ihrer Region u. a. für den Einkauf, das Marketing, Controlling und den Vertrieb zuständig sind. Diese sind dem Hauptsitz der Handelsgesellschaft in Köln untergegliedert. Als Zweigniederlassungen bestehen:
- Region Nord, mit Sitz in Henstedt-Ulzburg[35]
- Region Ost, mit Sitz in Teltow[36]
- Region West, mit Sitz in Hürth[37]
- Region Mitte, mit Sitz in Rosbach vor der Höhe[38]
- Region Südwest, mit Sitz in Wiesloch[39]
- Region Süd, mit Sitz in Eching[40]

#### Region Nord
Die Zweigniederlassung Region Nord ist für Schleswig-Holstein und Niedersachsen, den Nord-Osten von Nordrhein-Westfalen sowie Hamburg und Bremen zuständig. Im Gebiet befinden sich rund 670 Märkte der Vertriebslinie Rewe sowie ca. 100 nahkauf-Standorte. Lager befinden sich in Stelle, Lehrte, Sottrum sowie am Hauptsitz in Henstedt-Ulzburg. Bei der Rewe Nord werden mehr als 35.000 Mitarbeiter beschäftigt.

#### Region Ost
Die Zweigniederlassung Region Ost ist u. a. für Berlin und die neuen Bundesländer zuständig, sie ist die flächenmäßig größte Region. Im Gebiet befinden sich knapp 600 Märkte der Vertriebslinie Rewe und rund 130 nahkauf-Standorte. Bei der Rewe Ost werden rund 27.000 Mitarbeiter beschäftigt.

#### Region West
Die Zweigniederlassung Region West ist für Nordrhein-Westfalen und das nördliche Rheinland-Pfalz zuständig. Im Gebiet befinden sich rund 550 Märkte der Vertriebslinie Rewe. Lager befinden sich in Köln-Langel und Koblenz. Bei der Rewe West werden rund 25.000 Mitarbeiter beschäftigt.

#### Region Mitte
Die Zweigniederlassung Region Mitte ist für Hessen, Rheinhessen, Aschaffenburg und das Sauerland zuständig. Im Gebiet befinden sich rund 540 Märkte der Vertriebslinie Rewe. Bei der Rewe Mitte werden rund 25.000 Mitarbeiter beschäftigt. Lagerstandorte befinden sich in Breuna (auch für die Region Nord), Rosbach, Hungen, Dietzenbach, Neu Isenburg, Raunheim und Kelsterbach.

#### Region Südwest
Die Zweigniederlassung Region Südwest ist für Baden-Württemberg, das Saarland sowie Teile von Rheinland-Pfalz, Teile von Hessen und Teile von Bayern zuständig. Im Gebiet befinden sich rund 500 Märkte der Vertriebslinie Rewe sowie drei Logistikstandorte, u. a. in Bondorf und am Hauptsitz in Wiesloch. Bei der Rewe Südwest werden rund 22.200 Mitarbeiter beschäftigt.

#### Region Süd
Die Zweigniederlassung Region Süd ist für den größten Teil Bayerns zuständig. Im Gebiet befinden sich rund 540 Märkte der Vertriebslinie Rewe. Lager befinden sich in Eitting und Buttenheim. Bei der Rewe Süd werden mehr als 20.000 Mitarbeiter beschäftigt.

## Logos

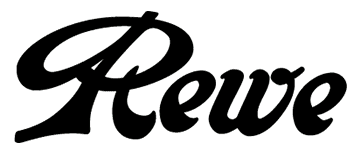
Zweites Rewe-Logo
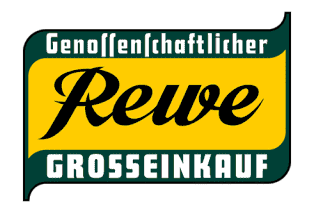
Drittes Rewe-Logo
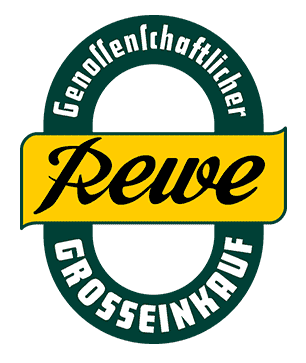
Viertes Rewe-Logo
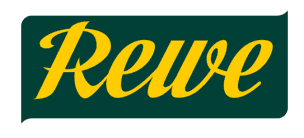
Fünftes Rewe-Logo
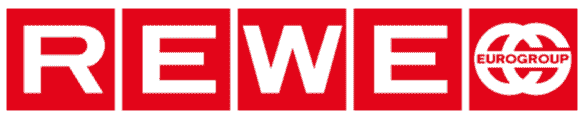
Sechstes Rewe-Logo
Rewe-Korbband-Logo, mit Zusatz Der Supermarkt
Rewe-Logo mit Zusatz DEIN MARKT
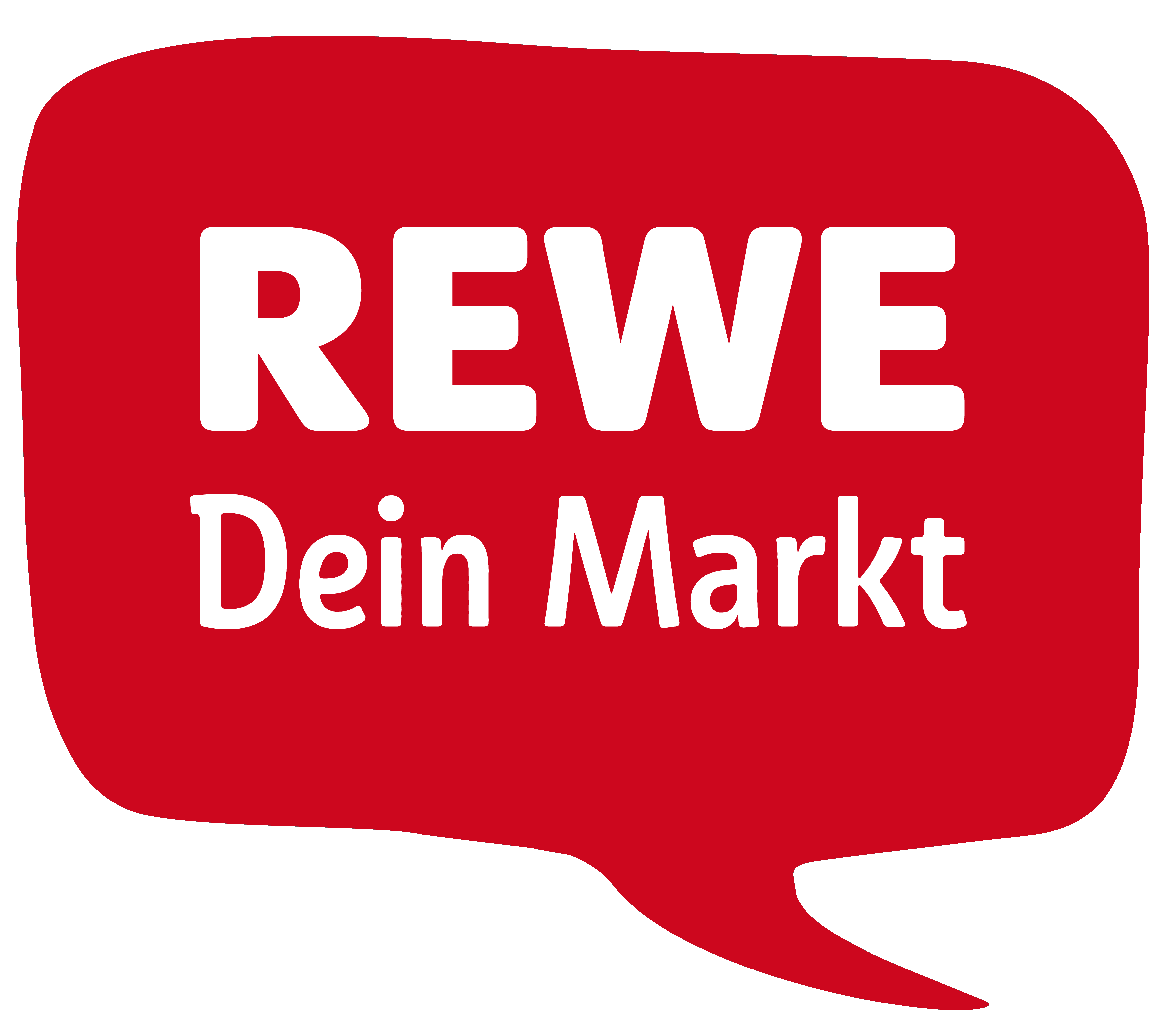
Heutiges Rewe-Logo mit Zusatz Dein Markt

## Handelsmarken
Rewe führt eigene Handelsmarken, darunter:
- ja!: Lebensmittel und Non-Food-Artikel (Discountmarke)
- REWE Beste Wahl: Lebensmittel und Non-Food-Artikel (Qualitätsmarke)
- REWE Bio: Bioprodukte
- REWE Feine Welt: Lebensmittel (Premiummarke)
- Wilhelm Brandenburg: Lebensmittel (Fleisch- und Wurstwaren)
- Vivess: Non-Food-Artikel

## Nachhaltigkeit
Der Wertewandel der Kundschaft führte dazu, dass die Nachhaltigkeit bei Rewe in den 2010er-Jahren mehr Bedeutung erhielt. 2014 brachten Rewe und Penny die ersten Eier von Hennen mit ungekürztem Schnabel in den Handel. Beim Tierwohl setzt Rewe weiterhin auf die Reduktion der Haltungsform 1 und 2 bei tierischen Produkten (z. B. Milch oder Frischfleisch). Bis Ende 2030 sollen zudem alle Produkte der Rewe-Eigenmarke eine Umverpackung erhalten haben, die umweltfreundlichen Standards folgt. Außerdem soll der Einsatz von Mikroplastik reduziert und später gänzlich aus Rezepturen der Eigenmarkenprodukte verschwinden. Für den gleichen Zeitraum ist angestrebt, die Treibhausgasemissionen der Eigenmarken im Vergleich zu 2019 um 15 Prozent zu senken.

## Kritik
2013 berichtete die ZDF-Sendung Frontal21 über die Überwachung von Mitarbeitern durch Kameras in Rewe- und Penny-Filialen ohne Zustimmung des Betriebsrats. Experten bezeichneten das Vorgehen als „moralisch und rechtlich skandalös“. Die Rewe Group räumte die Überwachung für die Jahre 2009 und 2010 ein und entließ die Verantwortlichen. Eine flächendeckende Bespitzelung sowie die Fortdauer der Überwachung wurde jedoch bestritten.
2014 wurde der Fall einer Mitarbeiterin bekannt, die in einem Rewe-Supermarkt in Bochum mehr als 1.700 Stunden als Praktikantin gearbeitet hatte. Ihr wurde vom Arbeitsgericht Bonn eine Nachzahlung von 17.000 Euro zugesprochen. Die Rewe Group kritisierte das Verhalten des selbstständigen Einzelhändlers als Verstöße gegen Gesetze und soziale Standards und die „genossenschaftlichen Grundwerte“. Das Unternehmen beendete daraufhin die Zusammenarbeit mit dem Inhaber. Das Landesarbeitsgericht Hamm hob das Gerichtsurteil des Arbeitsgericht Bonn ein halbes Jahr später jedoch wieder auf und ließ keine Revision zu.